# Carl Josef Selb
Carl Josef Selb, meist  C.J. Selb (* 1750 oder 1755; † 1827) war Fürstenbergischer Oberbergmeister im Schloss Wolfach, Bergrat, Geognost, Mineraloge und Direktor der Salzwerke in Bad Dürrheim.

## Leben
Er war ein Sohn des Fürstlich Fürstenbergischen Kammerdirektors J. Anton Selb. Nach einem Aufruf für die Anstellung eines Mineralogen für das Fürstenhaus bewarb er sich 1775 bei Joseph von Lassberg, der in protegierte. Vom September 1775 bis Ende 1777 studierte er an der Bergakademie Schemnitz Bergbau-Wissenschaften und Schmelzweßen. Es folgten ausgedehnte Studienreisen zu Ungarischen Bergwerken und darauf die Anstellung als Bergrat im Rang eines Hofrats.
Er war einer der frühesten Erforscher der Geologie in Baden. Ihm gelang die Auffindung der Salzlager bei Bad Dürrheim, wofür er 1822 das Ritterkreuz des Orden vom Zähringer Löwen erhielt. Unter anderem beschreibt er erstmals den Vulkanismus im Hegau und zahlreiche Mineralien. Er war Mitglied zahlreicher Akademien und Gesellschaften, so etwa zu Jena und zu St. Petersburg und in der Senckenbergischen Gesellschaft.
Seine Mineraliensammlung umfasste um die 3000 Objekte die wohl großteils bei der Bombardierung des Naturkundemuseums Karlsruhe zerstört wurden.

## Mitgliedschaften
- 1798 Gesellschaft Naturforschender Freunde zu Berlin
- 1808 Wetterauische Gesellschaft
- 1812 Züricher Naturforschenden Gesellschaft
- 1823 Naturforschenden Gesellschaft zu Freiburg im Breisgau.

## Schriften
- 1786 Nachricht über Gediegen-Silber im Kinzigertal. In: Magazin für Bergbaukunde Bd. 3, S. 1.
- 1793  Über die Erze im Schapbach . In: Chemiesche Annalen Bd. 1 S. 10.
- 1800 Arseniksaurer Kalk von Wittichen, Zinkerz von Geroldseck. In: Allgemeines Journal der Chemie. Bd. 4 S. 637.
- 1803 Äußere Beschreibung des Högauits, nunmehr Natrolith genannt etc. In: Schriften der Gesellschaft naturforschender Freunde zu Berlin, Bd. 4 S. 395.
- 1812 mit Carl Cäsar von Leonhard: Mineralogische Studien.
- 1822: Geognostische Verhältnisse der Gegend um Dürrheim : zur Beurtheilung des daselbst mit dem glücklichsten Erfolge erbrochenen Salzlagers ; mit einer historischen Einleitung.
- 1822: Andeutungen von Beweisen für die Vulkanität der Basaltberge in Schwaben : hergeleitet aus ihren Lagerungs-Verhältnissen und ihrer Stellung gegen die übrigen Gebirgs-Formazionen.